# Geoffrey Cross, Baron Cross of Chelsea
(Arthur) Geoffrey Neale Cross, Baron Cross of Chelsea, PC (* 1. Dezember 1904; † 4. August 1989) war ein britischer Richter.

## Karriere
Geoffrey Cross investierte 1969 zum Privy Council. Er war von 1969 bis 1971 Lord Justice of Appeal. Am 12. März 1971 wurde er zum Lord of Appeal in Ordinary ernannt und zusätzlich zum Life Peer erhoben, mit dem Titel Baron Cross of Chelsea, of the Royal Borough of Kensington and Chelsea. Er trat als Lord of Appeal 1975 zurück.
Von 1959 bis 1960 war er Kanzler von Durham.
| Personendaten    | Personendaten                                       |
| ---------------- | --------------------------------------------------- |
| NAME             | Cross, Geoffrey, Baron Cross of Chelsea             |
| ALTERNATIVNAMEN  | Cross of Chelsea, Arthur Geoffrey Neale Cross Baron |
| KURZBESCHREIBUNG | britischer Richter                                  |
| GEBURTSDATUM     | 1. Dezember 1904                                    |
| STERBEDATUM      | 4. August 1989                                      |